# ملكشير (ميانكوه)
ملکشیر (بالفارسية: ملکشیر) هي قرية تقع في إيران في Miankuh Rural District. يقدر عدد سكانها بـ 220 نسمة بحسب إحصاء 2016.